# Colton Grundy: Tha Undying
Colton Grundy: Tha Undying – trzeci album amerykańskiego rapera Blaze Ya Dead Homie, wydany 19 października 2004 roku.
Album dotarł na 16. miejsce „Najbardziej Niezależnych Albumów” Billboardu.

## Lista utworów
| #  | Tytuł                                                   | Czas |
| -- | ------------------------------------------------------- | ---- |
| 1  | „Bump This Shhh”                                        | 2:19 |
| 2  | „Touch of Death”                                        | 2:31 |
| 3  | „Shotgun” (gość. Anybody Killa i Esham)                 | 4:02 |
| 4  | „Etched Out”                                            | 2:32 |
| 5  | „If I Fall” (gość. Jamie Madrox i Tha Shadow)           | 2:24 |
| 6  | „Hey You”                                               | 2:24 |
| 7  | „Out Tha Gate”                                          | 3:20 |
| 8  | „Stick Ya Hands Up” (gość. Anybody Killa)               | 3:39 |
| 9  | „Further From Truth”                                    | 3:16 |
| 10 | „Dayz in My Neighborhood”                               | 3:04 |
| 11 | „Roll It Up”                                            | 2:32 |
| 12 | „Mr. Deadfolx” (gość. Violent J)                        | 4:18 |
| 13 | „2 Many Bitches” (gość. Anybody Killa)                  | 3:53 |
| 14 | „Timeline”                                              | 3:25 |
| 15 | „Climbing” (gość. Esham, Twiztid, i Insane Clown Posse) | 7:42 |